# Gran Premio di Francia 1972
Il Gran Premio di Francia 1972, LVIII Grand Prix de France e sesta gara del campionato di Formula 1 del 1972, si è svolto il 2 luglio sul Circuito di Clermont-Ferrand ed è stato vinto da Jackie Stewart su Tyrrell-Ford Cosworth.

## Partecipanti
Rispetto al precedente Gran Premio, il campo partenti subisce le seguenti modifiche:
La Tyrrell non solo riesce ad avere in pista Jackie Stewart, guarito dall'ulcera che lo aveva colpito, ma schiera una terza macchina per il debuttante pilota locale Patrick Depailler.
Poiché Revson era ancora una volta impegnato in una gara USAC, la McLaren è costretta nuovamente a schierare Brian Redman.
La Ferrari, con Regazzoni fuori uso per via di un problema al braccio infortunatosi durante una partita di calcio e Andretti impegnato in America, chiama Nanni Galli dalla Tecno, che quindi può finalmente schierare Derek Bell.
La BRM torna a schierare 5 vetture lasciando a casa Vern Schuppan.
Dave Charlton torna al volante della sua Lotus privata schierata dalla scuderia Scribante.
Parecchi piloti, pur avendo preso parte alle qualifiche, non riusciranno a prendere il via: Charlton non aveva ancora la vettura pronta al momento del via, Bell ha problemi al telaio della sua Tecno, Pescarolo distrugge la sua March del team Williams. Per questo stesso motivo la BRM si trova con due vetture fuori uso, quella di Beltoise e quella di Gethin; quest'ultimo deve rinunciare alla gara mentre il francese prende la vettura di Ganley che quindi rimane a sua volta a piedi.

## Qualifiche
| Pos | No | Pilota               | Costruttore          | Squadra                         | Tempo  | Gap   |
| --- | -- | -------------------- | -------------------- | ------------------------------- | ------ | ----- |
| 1   | 9  | Chris Amon           | Matra                | Equipe Matra Sports             | 2:53.4 |       |
| 2   | 2  | Denny Hulme          | McLaren-Ford         | Yardley Team McLaren            | 2:54.2 | +0.8  |
| 3   | 4  | Jackie Stewart       | Tyrrell-Ford         | Elf Team Tyrrell                | 2:55.0 | +1.6  |
| 4   | 3  | Jacky Ickx           | Ferrari              | Scuderia Ferrari SpA SEFAC      | 2:55.1 | +1.7  |
| 5   | 27 | Tim Schenken         | Surtees-Ford         | Flame Out Team Surtees          | 2:57.2 | +3.8  |
| 6   | 25 | Helmut Marko         | BRM                  | Austria Marlboro BRM            | 2:57.3 | +3.9  |
| 7   | 7  | François Cevert      | Tyrrell-Ford         | Elf Team Tyrrell                | 2:58.1 | +4.7  |
| 8   | 1  | Emerson Fittipaldi   | Lotus-Ford           | John Player Team Lotus          | 2:58.1 | +4.7  |
| 9   | 12 | Ronnie Peterson      | March-Ford           | STP March Racing Team           | 2:58.2 | +4.8  |
| 10  | 26 | Mike Hailwood        | Surtees-Ford         | Brooke Bond Oxo Team Surtees    | 2:58.3 | +4.9  |
| 11  | 17 | Carlos Pace          | March-Ford           | Team Williams Motul             | 2:58.6 | +5.2  |
| 12  | 16 | Henri Pescarolo      | March-Ford           | Team Williams Motul             | 2:59.0 | +5.6  |
| 13  | 28 | Andrea De Adamich    | Surtees-Ford         | Ceramica Pagnossin Team Surtees | 2:59.1 | +5.7  |
| 14  | 11 | Brian Redman         | McLaren-Ford         | Yardley Team McLaren            | 2:59.4 | +6.0  |
| 15  | 19 | Wilson Fittipaldi    | Brabham-Ford         | Motor Racing Developments Ltd   | 2:59.5 | +6.1  |
| 16  | 10 | Rolf Stommelen       | Eifelland March-Ford | Team Eifelland Caravans         | 2:59.6 | +6.2  |
| 17  | 8  | Patrick Depailler    | Tyrrell-Ford         | Elf Team Tyrrell                | 2:59.6 | +6.2  |
| 18  | 20 | Carlos Reutemann     | Brabham-Ford         | Motor Racing Developments Ltd   | 3:00.7 | +7.3  |
| 19  | 24 | Reine Wisell         | BRM                  | Marlboro BRM                    | 3:00.7 | +7.3  |
| 20  | 30 | Nanni Galli          | Ferrari              | Scuderia Ferrari SpA SEFAC      | 3:00.7 | +7.3  |
| 21  | 23 | Howden Ganley        | BRM                  | Marlboro BRM                    | 3:02.0 | +8.6  |
| 22  | 22 | Peter Gethin         | BRM                  | Marlboro BRM                    | 3:02.8 | +9.4  |
| 23  | 18 | Graham Hill          | Brabham-Ford         | Motor Racing Developments Ltd   | 3:03.0 | +9.6  |
| 24  | 14 | Niki Lauda           | March-Ford           | STP March Racing Team           | 3:03.1 | +9.7  |
| 25  | 6  | Dave Walker          | Lotus-Ford           | John Player Team Lotus          | 3:04.7 | +11.3 |
| 26  | 15 | Mike Beuttler        | March-Ford           | Clarke-Mordaunt-Guthrie Racing  | 3:05.9 | +12.5 |
| 27  | 21 | Derek Bell           | Tecno                | Martini Racing Team             | 3:06.9 | +13.5 |
| 28  | 5  | Jean-Pierre Beltoise | BRM                  | Marlboro BRM                    | -      | -     |
| DNQ | 29 | Dave Charlton        | Lotus-Ford           | Scribante Lucky Strike Racing   | 3:11.6 | +18.2 |

## Gara
Chris Amon, partito in pole position, tenne la testa della corsa e la mantenne fino al ventesimo giro, quando una foratura lo costrinse ad effettuare una sosta; una volta rientrato in pista, tentò una furiosa rimonta – fece registrare anche il giro più veloce – ma riuscì ad agguantare solo il terzo gradino del podio.
La gara fu segnata da un grave incidente a Helmut Marko, che venne colpito a un occhio da un sasso sollevato dalla monoposto di Ronnie Peterson. L'austriaco, usando solo l'altro occhio, riuscì con sangue freddo a fermare la vettura a bordo pista ed evitare così guai peggiori agli altri concorrenti, prima di svenire per il dolore; tuttavia la grave menomazione subìta (che lo costringerà a portare una protesi oculare per il resto della vita) porrà fine alla sua carriera agonistica.
Dopo questa edizione il pericoloso circuito di Clermont-Ferrand venne abbandonato dalla Formula 1.

### Classifica
| Pos | No | Pilota               | Costruttore          | Giri | Tempo/Ritiro        | Pos. Griglia | Punti |
| --- | -- | -------------------- | -------------------- | ---- | ------------------- | ------------ | ----- |
| 1   | 4  | Jackie Stewart       | Tyrrell-Ford         | 38   | 1:52:22.5           | 3            | 9     |
| 2   | 1  | Emerson Fittipaldi   | Lotus-Ford           | 38   | + 27.7              | 8            | 6     |
| 3   | 9  | Chris Amon           | Matra                | 38   | + 31.9              | 1            | 4     |
| 4   | 7  | François Cevert      | Tyrrell-Ford         | 38   | + 49.3              | 7            | 3     |
| 5   | 12 | Ronnie Peterson      | March-Ford           | 38   | + 56.8              | 9            | 2     |
| 6   | 26 | Mike Hailwood        | Surtees-Ford         | 38   | + 1:36.1            | 10           | 1     |
| 7   | 2  | Denny Hulme          | McLaren-Ford         | 38   | + 1:48.1            | 2            |       |
| 8   | 19 | Wilson Fittipaldi    | Brabham-Ford         | 38   | + 2:25.1            | 15           |       |
| 9   | 11 | Brian Redman         | McLaren-Ford         | 38   | + 2:55.5            | 14           |       |
| 10  | 18 | Graham Hill          | Brabham-Ford         | 38   | + 2:59.5            | 23           |       |
| 11  | 3  | Jacky Ickx           | Ferrari              | 37   | + 1 Giro            | 4            |       |
| 12  | 20 | Carlos Reutemann     | Brabham-Ford         | 37   | + 1 Giro            | 18           |       |
| 13  | 30 | Nanni Galli          | Ferrari              | 37   | + 1 Giro            | 20           |       |
| 14  | 28 | Andrea De Adamich    | Surtees-Ford         | 37   | + 1 Giro            | 13           |       |
| 15  | 5  | Jean-Pierre Beltoise | BRM                  | 37   | + 1 Giro            | 28           |       |
| 16  | 10 | Rolf Stommelen       | Eifelland March-Ford | 37   | + 1 Giro            | 16           |       |
| 17  | 27 | Tim Schenken         | Surtees-Ford         | 36   | + 2 Giri            | 5            |       |
| 18  | 6  | Dave Walker          | Lotus-Ford           | 34   | Trasmissione        | 25           |       |
| 19  | 15 | Mike Beuttler        | March-Ford           | 33   | Mancanza di benzina | 26           |       |
| NC  | 8  | Patrick Depailler    | Tyrrell-Ford         | 33   | Non classificato    | 17           |       |
| Rit | 24 | Reine Wisell         | BRM                  | 25   | Cambio              | 19           |       |
| Rit | 17 | Carlos Pace          | March-Ford           | 18   | Motore              | 11           |       |
| Rit | 25 | Helmut Marko         | BRM                  | 8    | Ferito              | 6            |       |
| Rit | 14 | Niki Lauda           | March-Ford           | 4    | Trasmissione        | 24           |       |
| DNS | 16 | Henri Pescarolo      | March-Ford           |      | Non partito         | 12           |       |
| DNS | 23 | Howden Ganley        | BRM                  |      | Non partito         | 21           |       |
| DNS | 22 | Peter Gethin         | BRM                  |      | Non partito         | 22           |       |
| DNS | 21 | Derek Bell           | Tecno                |      | Non partito         | 27           |       |

## Statistiche
Piloti
- 20ª vittoria per Jackie Stewart
- 5ª e ultima pole position per Chris Amon
- 11º e ultimo podio per Chris Amon
- 3º e ultimo giro più veloce per Chris Amon
- 50º Gran Premio per Jean-Pierre Beltoise
- 1º Gran Premio per Patrick Depailler
- Ultimo Gran Premio per Helmut Marko

Costruttori
- 9° vittoria per la Tyrrell
- 4ª e ultima pole position per la Matra
- 21º e ultimo podio per la Matra
- 12º e ultimo giro più veloce per la Matra

Motori
- 46° vittoria per il motore Ford Cosworth

Giri al comando
- Chris Amon (1-19)
- Jackie Stewart (20-38)

## Classifiche

### Piloti
| Pos. | Pilota               | Punti |
| ---- | -------------------- | ----- |
| 1    | Emerson Fittipaldi   | 34    |
| 2    | Jackie Stewart       | 21    |
| 3    | Denny Hulme          | 19    |
| 4    | Jacky Ickx           | 16    |
| 5    | Jean-Pierre Beltoise | 9     |
| 6    | François Cevert      | 9     |
| 7    | Clay Regazzoni       | 7     |
| 8    | Peter Revson         | 6     |
| 9    | Chris Amon           | 6     |
| 10   | Ronnie Peterson      | 5     |
| 11   | Mike Hailwood        | 4     |
| 12   | Andrea De Adamich    | 3     |
| 13   | Mario Andretti       | 3     |
| 14   | Carlos Pace          | 3     |
| 15   | Brian Redman         | 2     |
| 16   | Tim Schenken         | 2     |
| 17   | Graham Hill          | 1     |

### Costruttori
| Pos. | Team         | Punti |
| ---- | ------------ | ----- |
| 1    | Lotus-Ford   | 34    |
| 2    | Tyrrell-Ford | 27    |
| 3    | McLaren-Ford | 23    |
| 4    | Ferrari      | 19    |
| 5    | BRM          | 9     |
| 6    | Surtees-Ford | 9     |
| 7    | March-Ford   | 8     |
| 8    | Matra        | 6     |
| 9    | Brabham-Ford | 1     |